# Fernand de La Tombelle

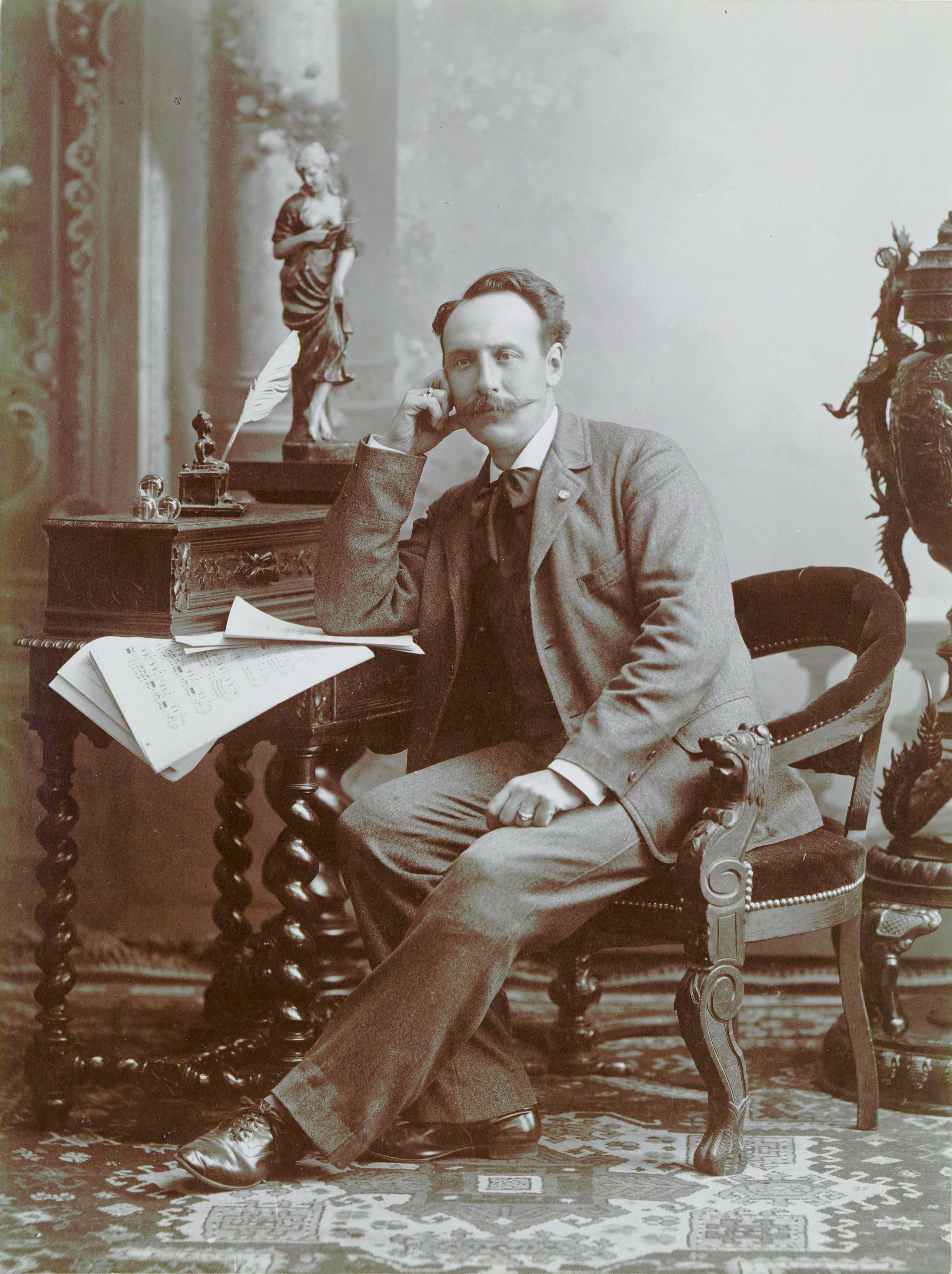
Fernand de La Tombelle, 1890

Antoine Louis Joseph Gueyrand Fernand Fouant de La Tombelle (* 3. August 1854 in Paris; † 13. August 1928 auf Schloss Fayrac in Castelnaud-la-Chapelle) war ein französischer Organist und Komponist.

## Leben und Wirken
Fernand de La Tombelle hatte in seiner Kindheit Klavierunterricht bei seiner Mutter Louise Gueyraud, einer Schülerin von Sigismund Thalberg und Franz Liszt. Ab dem achtzehnten Lebensjahr nahm er privaten Orgel- und Harmonielehreunterricht bei Alexandre Guilmant. Am Conservatoire de Paris studierte er Kontrapunkt, Fuge und Komposition bei Théodore Dubois. Für seine Kompositionen erhielt er zweimal die Goldmedaille beim Grand Prix Pleyel.
In den folgenden Jahren trat er als Konzertorganist in ganz Frankreich auf. 1896 gründete er mit Vincent d’Indy, Charles Bordes, Alexandre Guilmant, G. de Boisjolin, Louis-Albert Bourgault-Ducoudray und Edmond de Polignac die Pariser Schola Cantorum, wo er bis 1904 Harmonielehre unterrichtete. Zu seinen Schülern zählten u. a. Déodat de Séverac, Blanche Selva, Jean Vadon, Marc de Ranse, Auguste Le Guennant und Louis Boyer.
Neben der Musik betätigte sich der vielseitig interessierte La Tombelle, als Schriftsteller und Kolumnist, Bildhauer und Maler, Kunstfotograf, Musikethnologe und Astronom. Seine Frau Henriette Delacoux de Marivault wurde unter dem Pseudonym Camille Bruno als Schriftstellerin bekannt.

## Werke
- Crux, Oratorium
- Les sept Paroles du Christ, Oratorium
- L’Abbaye, Oratorium
- Le rêve au pays bleu,
- Yannick
- La Magdaléenne
- L’apothéose de la cité
- La Muse fleurie
- La Roche aux fées
- Impressions naturelles, Orchestersuite
- Livres d’images, Orchestersuite
- Tableaux musicaux, Orchestersuite
- Suite féodale
- Antar, sinfonische Dichtung
- Messe de Noël, Missa brevis
- Sainte-Cécile, Kantate
- Sainte-Anne, Kantate
- Jérusalem, Kantate
- Jeanne d’Arc, Kantate
- Sancta Maria succurre miseris
- Benedicta es tu
- Tantum ergo
- Ave verum
- Adoro te devote